# Aphanotriccus
Az Aphanotriccus a madarak (Aves) osztályának verébalakúak (Passeriformes) rendjébe és a királygébicsfélék (Tyrannidae) családjába tartozó nem.

## Rendszerezés
A nembe az alábbi 2 faj tartozik:
- Aphanotriccus audax
- karibi tirannusz (Aphanotriccus capitalis)